# ثكنات ووتر بيتش
ثكنات ووتر بيتش (بالإنجليزية: Waterbeach Barracks) كانت منشأة عسكرية تابعة للجيش البريطاني تقع في ووتر بيتش، كامبريدجشير، إنجلترا. تأسست الثكنات عام 1966 على موقع كان سابقًا قاعدة جوية تابعة لسلاح الجو الملكي البريطاني (RAF).

## التاريخ
تم إنشاء ثكنات ووتر بيتش بعد تحويل قاعدة ووتر بيتش الجوية السابقة، التي استخدمها سلاح الجو الملكي منذ الحرب العالمية الثانية، إلى منشأة عسكرية للجيش البريطاني. استُخدمت الثكنات بشكل أساسي لإيواء وحدات المهندسين الملكيين.
في يوليو 2013، أُغلقت الثكنات رسميًا كجزء من خطط الحكومة البريطانية لإعادة هيكلة الممتلكات العسكرية. منذ ذلك الحين، تم التخطيط لتحويل الموقع إلى مشروع تطوير سكني وتجاري كبير.

## الاستخدام السابق للقاعدة الجوية
قبل أن تصبح ثكنات، كانت القاعدة تُعرف باسم محطة ووتر بيتش التابعة لسلاح الجو الملكي، ولعبت دورًا مهمًا خلال الحرب العالمية الثانية وبعدها في عمليات النقل والإمداد.